# Karol Karski
Karol Adam Karski (Varsavia, 13 maggio 1966) è un giurista e politico polacco, vice ministro agli affari esteri (2005-2007) per il partito Diritto e Giustizia.

## Biografia
Dopo una carriera in diritto, entra in politica: dapprima eletto alla Sejm per il collegio di Varsavia 19, poi viene scelto al Governo all'arrivo dei gemelli Lech e Jarosław Kaczyński.